# Efekt Pasteura
Efekt Pasteura – zjawisko związane z metabolizmem polegające na hamowaniu fermentacji (poprzez hamowanie glikolizy) pod wpływem tlenu.
W warunkach tlenowych zużycie węglowodanów jest wielokrotnie mniejsze niż w warunkach beztlenowych, ponieważ oddychanie tlenowe jest wydajniejsze energetycznie i potrzeba mniej substratu oddechowego, aby zapewnić podobny poziom ATP (w glikozie zysk netto wynosi 2 ATP na cząsteczkę glukozy; w oddychaniu tlenowym – 32 ATP). Powstające w kolejnych etapach oddychania tlenowego (cykl Krebsa, łańcuch oddechowy) liczne cząsteczki ATP i cytrynianu są allosterycznym inhibitorem fosfofruktokinazy, kluczowego enzymu glikolizy. 
Efekt Pasteura występuje przy niskich stężeniach glukozy i ograniczonej dostępności innych substancji odżywczych. W przeciwnym razie może wystąpić efekt Crabtree.
Zjawisko to zostało odkryte w 1861 r. przez Ludwika Pasteura, który wykazał, że w beztlenowych warunkach w roztworze cukru drożdże rosną powoli i zużywają dużo cukru w stosunku do tworzonej biomasy. W napowietrzanym roztworze drożdże rosną szybko i zużywają znacznie mniej cukru.